# 潘集镇 (霍邱县)
潘集乡，是中华人民共和国安徽省六安市霍邱县下辖的一个乡镇级行政单位。

## 行政区划
潘集乡下辖以下地区：
左王村、李岗村、汪冲村、韩郢村、西王郢村、秦嘴村、大新庄村、马岗村、周岗村、潘北村、朱郢村、汪庄村、玉皇村、王祠村和刘楼村。